# Marco Frisina
Marco Frisina (nasceu em 16 de dezembro de 1954, em Roma), é um padre e compositor católico romano italiano. Ele é diretor do Pastoral Worship Center no Vaticano.

## Trabalhos, edições e gravações
- Frisina: Passio Caeciliae. Barbara Vignudelli (soprano), David Sebasti (narrador). Nova Amadeus Chamber Orchestra, Coro Musicanova, Flavio Emilio Scogna. Brilliant Classics